# 受体 (物理学)

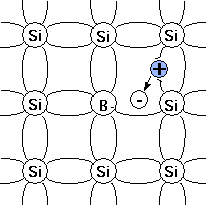
硼原子在二維矽晶格中作為受體。

受體（英語：acceptor）又稱受子、受主、受主雜質，是P型半導體中所摻雜入的三價原子，如：硼、鋁、鎵、銦。換句話說，本質半導體摻雜入受體元素後就會變成P型半導體。